# Santa Maria Annunziata a Tor de' Specchi
Santa Maria Annunziata a Tor de' Specchi ou Igreja de Nossa Senhora da Anunciação na Torre dos Specchi é uma igreja de Roma, Itália, localizada no rione Campitelli, na  via Tor de Specchi, anexa ao mosteiro de Santa Francesca Romana. É dedicada a Nossa Senhora da Anunciação e a igreja só é aberta ao público no dia da festa de Santa Francisca Romana, em 9 de março. É uma igreja anexa da paróquia de Santa Maria in Portico in Campitelli.
A igreja corresponde à igreja medieval conhecida como Santa Maria de Curte, citada em documentos dos papas Bonifácio VIII e Clemente VI (início do século XVI). Depois que o mosteiro foi construído, em 1433, a igreja foi concedida às Oblatas de Santa Francisca Romana para ampliar o espaço do claustro (1594). No início do século XVIII, foi reconstruída e assumiu o nome atual. Nela se conservam algumas pinturas dos séculos XVII e XVIII.